# ГЕС-ГАЕС Zervreila
ГЕС-ГАЕС Zervreila — гідроелектростанція на південному сході Швейцарії. Становить верхній ступінь у гідровузлі, створеному на основі ресурсів кількох правих приток річки Вордеррайн (Передній Рейн, лівий виток Рейну), які дренують північно-східну частину Лепонтинських Альп.
Станція розташована при греблі Zervreila, якою перекрили долину Вальзеррайну (права притока Глогну, що в свою чергу впадає у згаданий вище Вордеррайн). Це бетонна аркова споруда із висотою 151 метр, довжиною 504 метри, шириною від 7 (по гребеню) до 35 метрів, яка потребувала 650 тис. м3 матеріалу. Вона утворила водосховище із площею поверхні 1,6 км2 та об'ємом 100 млн м3, рівень води в якому може коливатись між позначками 1735 та 1862 метри над рівнем моря. Це сховище є головним накопичувачем ресурсу для роботи всього гідровузла, в якому ГЕС Zervreila є найменш потужною, зате має здатність до роботи в режимі гідроакумуляції.
Машинний зал станції обладнано двома турбінами типу Френсіс потужністю по 10 МВт, які працюють при напорі до 127 метрів. Крім того, тут встановлено два насоси потужністю по 3,5 МВт. Останні використовуються для перекачування води, що надійшла до нижнього балансуючого резервуару зі струмків, що впадають в Вальзеррайн після греблі Zervreila (Peilbach, Ampervreilbach). Цей резервуар об'ємом 140 тис. м3 утримується земляною греблею висотою 44 метри та довжиною 70 метрів, на спорудження якої пішло 110 тис. м3 матеріалу. Вода з нього може також спрямовуватись на другий ступінь гідровузла — ГЕС Safien Platz.